# Nelly Uchendu
Nelly Uzonna Edith Uchendu, MON. (1950 – 12 tháng 4 năm 2005), là một ca sĩ, nhà soạn nhạc và nghệ sĩ biểu diễn người Nigeria. Cô được tôn sùng vì hiện đại hóa âm nhạc dân gian Igbo truyền thống, Uchendu cũng đã trở nên nổi bật khi phát hành bài hát "Love Nwatinti" năm 1976 của cô, mang lại cho cô chiếc sobriquet "Lady with the Golden Voice". Tổng cộng, cô đã phát hành 6 bản thu LP trong suốt sự nghiệp của mình.

## Cuộc đời và sự nghiệp
Cô sinh năm 1950 tại Umuchu, một thị trấn thuộc khu vực chính quyền địa phương của bang Aguata thuộc bang Anambra, miền Đông Nigeria, Uchendu bắt đầu ca hát từ khi còn nhỏ. Sau đó, cô gia nhập nhóm âm nhạc của giáo sư Sonny Oti, theo đó cô phát triển mạnh mẽ năng khiếu bằng giọng hát của mình. Năm 1976, sự nghiệp âm nhạc của cô đã phát sáng sau khi phát hành tác phẩm kinh điển do Homzy Âm thanh sản xuất có tựa đề "Love Nwatinti" ra khỏi tác phẩm LP đầu tay của cô Love Nwatinti; trước khi cô tiếp tục phát hành "Waka", "Aka Bu Eze" và "Mama Hausa", nơi tiếp tục đem lại thành công cho cô trong ngành công nghiệp âm nhạc Nigeria. Sự nghiệp âm nhạc của cô đã chứng kiến kỷ lục của cô trong một số thể loại âm nhạc bao gồm nhạc cao cấp Igbo, nhạc pop và phúc âm mà cô đã làm trong phần sau của sự nghiệp. Sự nghiệp của Uchendu cũng chứng kiến cô biểu diễn bên ngoài Nigeria, đáng chú ý nhất là biểu diễn ở London, Vương quốc Anh cùng với Sir Warrior và anh em phương Đông của cô trong những năm 1980.

## Danh sách đĩa hát
- Yêu Nwantiti (1976)
- Aka Bu Eze (1977)
- Mamausa (1978)
- Tôi tin (1979)
- Ogadili Gi Nma (1982)
- Tạo một Nigeria mới (1988)

## Công nhận
Để ghi nhận những đóng góp của cô cho âm nhạc ở Nigeria, Uchendu đã nhận được vinh danh quốc gia là Thành viên của Dòng Nigeria bởi cựu tổng thống Nigeria Shehu Shagari vào năm 1980. Một trong những sáng tác của cô có tựa đề "Bài hát của Ikemefuna" đã được sử dụng làm nhạc nền trong một bộ phim chuyển thể từ thập niên 1980 của Chinua Achebe 's Things Fall Apart.

## Qua đời
Cô qua đời vào ngày 12 tháng 4 năm 2005 tại một bệnh viện ở bang Enugu, Nigeria sau khi bị bệnh ung thư. Cô lúc đó ở tuổi 55.